# Lista över El Salvadors presidenter

Detta är en lista över El Salvadors presidenter. Det har varit totalt 55 presidenter; många har suttit mer än en gång.

## El Salvadors presidenter (1841–idag)

### EfterCentralamerikanska republikensupplösning (1841–1931)
1. Juan Lindo (provisorisk): 22 februari 1841 – 1 februari 1842
2. José Escolástico Marín (tillförordnad): 1 februari – 14 april 1842
3. Juan José Guzmán: 14 april 1842 – 1 februari 1844
4. Fermín Palacios (tillförordnad): 1–7 februari 1844
5. Francisco Malespín: 7 februari 1844 – 15 februari 1845
6. Joaquín Eufrasio Guzmán: 15 februari 1845 – 1 februari 1846
7. Fermín Palacios (tillförordnad): 1–21 februari 1846
8. Eugenio Aguilar: 21 februari 1846 – 1 februari 1848
9. Tomás Medina (tillförordnad): 1–3 februari 1848
10. José Félix Quirós (tillförordnad): 3–7 februari 1848
11. Doroteo Vasconcelos: 7 februari 1848 – 1 februari 1850
12. Ramón Rodríguez (tillförordnad): 1–4 februari 1850
13. Doroteo Vasconcelos: 4 februari 1850 – 1 mars 1851
14. José Félix Quirós (tillförordnad): 1 mars – 3 maj 1851
15. Francisco Dueñas: 13 maj 1851 – 30 januari 1852
16. José María San Martín (tillförordnad): 30 januari – 1 februari 1852
17. Francisco Dueñas: 1 februari 1852 – 1 februari 1854
18. Vicente Gómez (tillförordnad): 1 – 15 februari 1854
19. José María San Martín: 15 februari 1854 – 1 februari 1856
20. Francisco Dueñas (tillförordnad): 1 – 12 februari 1856
21. Rafael Campo: 12 februari 1856 – 1 februari 1858
22. Lorenzo Zepeda (tillförordnad): 1–7 februari 1858
23. Miguel Santín del Castillo: 7 februari 1858 – 1 februari 1860
24. Joaquín Eufrasio Guzmán (tillförordnad): 24 januari – 15 februari 1859
25. José María Peralta (tillförordnad): 15 februari – 12 mars 1859
26. Gerardo Barrios: 12 mars 1859 – 26 oktober 1863
27. Francisco Dueñas: 26 oktober 1863 – 15 april 1871
28. Santiago González: 15 april 1871 – 1 februari 1876
29. Andrés del Valle: 1 februari – 1 maj 1876
30. Rafael Zaldívar: 1 maj 1876 – 21 juni 1885
31. Francisco Menéndez: 21 juni 1885 – 22 juni 1890
32. Carlos Ezeta: 22 juni 1890 – 9 juni 1894
33. Rafael Antonio Gutiérrez: 10 juni 1894 – 13 november 1898
34. Tomás Regalado: 14 november 1898 – 1 mars 1903
35. Pedro José Escalón: 1 mars 1903 – 1 mars 1907
36. Fernando Figueroa: 1 mars 1907 – 1 mars 1911
37. Manuel Enrique Araujo: 1 mars 1911 – 8 februari 1913
38. Carlos Meléndez (provisorisk): 9 februari 1913 – 29 augusti 1914
39. Alfonso Quiñónez Molina (provisorisk): 29 augusti 1914 – 1 mars 1915
40. Carlos Meléndez: 1 mars 1915 – 21 december 1918
41. Alfonso Quiñónez Molina (tillförordnad): 21 december 1918 – 1 mars 1919
42. Jorge Meléndez: 1 mars 1919 – 1 mars 1923
43. Alfonso Quiñónez Molina: 1 mars 1923 – 1 mars 1927
44. Pío Romero Bosque: 1 mars 1927 – 1 mars 1931
45. Arturo Araujo: 1 mars – 2 december 1931

- Medborgarstyrelse: 2–4 december 1931

### Militärpresidenter (1931–1979)
1. Maximiliano Hernández Martínez (tillförordnad): 4 december 1931 – 28 augusti 1934
2. Andrés Ignacio Menéndez (provisorisk): 29 augusti 1934 – 1 mars 1935
3. Maximiliano Hernández Martínez: 1 mars 1935 – 9 maj 1944
4. Andrés Ignacio Menéndez (provisorisk): 9 maj – 20 oktober 1944
5. Osmín Aguirre y Salinas (provisorisk): 21 oktober 1944 – 1 mars 1945
6. Salvador Castaneda Castro: 1 mars 1945 – 14 december 1948

- Revolutionärt regeringsråd: 15 december 1948 – 14 september 1950

1. Óscar Osorio: 14 september 1950 – 14 september 1956
2. José María Lemus: 14 september 1956 – 26 oktober 1960

- Regeringsjunta: 26 oktober 1960 – 25 januari 1961
- Medborgar/militärstyrelse: 25 januari 1961 – 25 januari 1962

1. Eusebio Rodolfo Cordón Cea (provisorisk): 25 januari – 1 juli 1962
2. Julio Adalberto Rivera Carballo: 1 juli 1962 – 1 juli 1967
3. Fidel Sánchez Hernández: 1 juli 1967 – 1 juli 1972
4. Arturo Armando Molina: 1 juli 1972 – 1 juli 1977
5. Carlos Humberto Romero: 1 juli 1977 – 15 oktober 1979

### Inbördeskriget och moderna val (1979–1994)
- Revolutionär regeringsjunta: 15 oktober 1979 – 2 maj 1982

1. Álvaro Magaña: 2 maj 1982 – 1 juni 1984
2. José Napoleón Duarte: 1 juni 1984 – 1 juni 1989
3. Alfredo Cristiani: 1 juni 1989 – 1 juni 1994

### Efter inbördeskriget (1994–idag)
1. Armando Calderón Sol: 1 juni 1994 – 1 juni 1999
2. Francisco Flores: 1 juni 1999 – 1 juni 2004
3. Antonio Saca: 1 juni 2004 – 1 juni 2009
4. Mauricio Funes: 1 juni 2009 – 1 juni 2014
5. Salvador Sánchez Cerén: 1 juni 2014 – 1 juni 2019
6. Nayib Bukele: 1 juni 2019[1] –
7. Claudia Rodríguez de Guevara (provisorisk): 1 december 2023 – 1 june 2024